# Савин, Виктор Васильевич
Виктор Васильевич Савин (1927—1978) — директор НИИТМ и завода «Элион» (1965—1978), лауреат Ленинской премии (1974).
Родился 31.05.1927.
С 1964 г. и. о. директора, с января 1965 г. директор НИИ точного машиностроения (НИИТМ) и завода «Элион» (Зеленоград).
В период его руководства созданы:
- вакуумно-напылительные установки на основе базовой модели УВН-70А-1, электронно-лучевая установка ЭЛУМ-1 для производства гибридных ИС, установки наращивания эпитаксиальных слоев, лазерная установка для обработки изделий микроэлектроники (1966—1967).
- комплект оборудования «Корунд-С» для массового производства ИС на кремниевых пластинах диаметром 40 и 60 мм (1968).
- многопозиционное, многореакторное вакуумно-напылительное оборудование для производства ИС (1969).
- оборудование для производства ИС на пластинах диаметром 76 мм (1970).
- вакуумно-напылительные установки с электронно-лучевыми и ионными системами (1971).
- комплекты оборудования для массового изготовления ИС (1972—1974).
- высокопроизводительные вакуумно-напылительное установки полу- и непрерывного действия, автоматизированные поточные линии для физико-термических операций, комплекты плазмохимического оборудования (1975—1977).

Кандидат технических наук.
Умер 03.07.1978. Похоронен на городском кладбище Зеленограда.
В 1974 году за вклад в организацию Научного центра микроэлектроники, формирование и развитие науки и промышленности Зеленограда удостоен Ленинской премии в составе коллектива (Валиев К. А., Гуськов Г. Я., Ливинцев Л. Н., Малинин А. Ю.).